# Neolophonotus declivicauda
Neolophonotus declivicauda là một loài ruồi trong họ Asilidae. Neolophonotus declivicauda được Londt miêu tả năm 1988. Loài này phân bố ở vùng nhiệt đới châu Phi.